# Porto di Kilija
Il porto di Kilija (in ucraino Кілійський порт?) è il porto fluviale costruito sulla parte meridionale del delta del fiume Danubio a Kilija in Ucraina.

## Storia

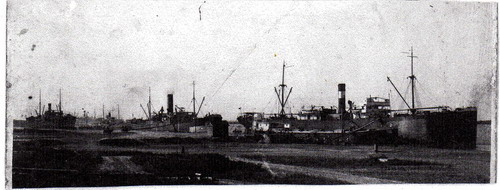
Porto di Kilija alla fine del XIX secolo

Il porto è stato fondato alla fine del XIX secolo ed è successivo alla creazione del porto commerciale marittimo di Odessa che risale al 1794.

## Infrastruttura portuale
Il porto fluviale si trova sul delta del Danubio, si affaccia sul ramo che porta il nome di Kilija ed è la più importante infrastruttura cittadina, ricordata anche nel sito della piccola città. Viene gestito dalla Ust-Dunaysk Commercial Sea Port, impresa statale subordinata al Dipartimento di Stato per i trasporti marittimi e fluviali e sotto il controllo del Ministero delle infrastrutture dell'Ucraina.
Il porto è specializzato nella movimentazione di merci alla rinfusa, in particolare di cereali come il grano. Permette rapporti commerciali con i principali scali del mar Mediterraneo e dispone di grandi superfici di deposito per circa 17 600 m². Il cantiere navale del porto è in grado di operare sia con navi della flotta marittima sia con quelle della flotta fluviale.